# トップルジップ
『トップルジップ』（英：Topple Zip）は、ボーステックが開発、1986年にPC-8801やMSX向けに発売したレースアドベンチャーゲームである。各種8ビットパソコン、16ビットパソコン向けにも移植されている。また、複数機種のプロジェクトEGG版としてWindows上でもプレイ可能となっている。

## 概要
「レースアドベンチャー」と銘打たれた本作のジャンルが示すように、本作は、飛行機で繰り広げるアクション性のあるレースゲームに、アドベンチャー要素が盛り込まれたものとなっている。全8面からなるレースの舞台となるエリアをワープゾーンで行き来し、その間にクリアに必要なアイテムを収集し、最終的に他の飛行機よりも先にゴールに到達することが目的となっている。アクション性の要素としては、ライバル機に体当たりすることにより、ライバル機の所持するアイテムを吐き出させることが可能であり、落ちたアイテムを拾うことで各種パワーアップを行うことが可能となっている。
本作は、ハードウェアプロテクトが施された初のゲーム作品としても知られている。本作は多数の機種に移植されているが、一部の機種（PC-8801シリーズ、FM77AV、X1）では、ゲームを起動させるためにはJ-モジュールと呼ばれるデバイスをプロテクトドングルとしてI/Oスロットに挿し込む必要があり、そのデバイスの存在を検出することによってゲームが起動するようになっている。また、ゲーム途中にJ-モジュールを抜くと、J-モジュールの着脱を検知し、抜いている間はポーズが掛かったのと同様にゲームが中断してしまう仕組みも設けられている。このように、ゲーム中はI/Oスロットを占有する状況となっており、それがため、I/Oスロットを使用するタイプのジョイスティックを用いてゲームをプレイすることができなかった（キーボードコネクタを使用するタイプのジョイスティックであればプレイ可能）。

## ゲーム内容
飛行機を用いた縦方向自動スクロール、横方向手動スクロールタイプのレースゲームである。全8面からなるレースの舞台はワープゾーンで繋がれており、その間を行き来しながら、他の飛行機よりも早くゴールに到達することが本作の目的である。各面はループ状となっており、ワープしなければ一定時間で1周することとなる。
レースには主人公の乗る「ジッピング号」以外に多数の飛行機が参加しており、これらライバル機との競り合いというアクション性のあるゲーム内容となっている。また、ライバル機に体当たりをすることでライバル機はアイテムの詰まったカプセル（青と黄色のカプセル剤様の絵柄）を落とし、そのカプセルをショットすることで中から現れるアイテムを取ると、そのアイテムに応じたパワーアップ効果を得ることができる。なお、どの敵がどのアイテムを落とすかは事前に決まっている。体当たりを受けた側がアイテムを落とすという要素は、主人公がライバル機に体当たりした場合だけでなく、主人公がライバル機から体当たりを受けた場合にも適用される。例えば、ライバル機が密集している地帯で体当たりを受けると、玉突き衝突的に連続してアイテムを失う可能性がある。また、カプセルをショットしてアイテムが現れた後、取らずに放置しておくと、一定時間後にまたカプセルに戻ってしまう。
主人公には燃料という概念とスコアという概念が存在する。燃料を全て失うとゲームオーバーとなるが、燃料さえ残っていればゲームを続行することが可能である。スコアは、ライバル機への攻撃などで増加、ライバル機からの体当たりなどのダメージを受けるシチュエーションで減少する。スコアは情報収集時の貨幣に使用できるほか、燃料購入にも使用することができるため、間接的に生死条件に直結している。
ゲームは大きく地上面と宇宙面に分類される。地上面では地形効果を受けることになる。つまり、山などの障害物に妨げられて画面最下部との間に挟まれるとダメージを受けることとなる。また、ライバル機をショットによって攻撃すると、ライバル機を怯ませることができ、体当たりを容易とすることができる。宇宙面では、ライバル機をショットによって攻撃すると破壊することができる。
ライバル機の落とすアイテムには一部、ゴールへの到達に必要な重要アイテムが存在し、これらのアイテムを取得することでゴールへの道が開くこととなる。そして無事ゴールすることができると、レース優勝のご褒美として、お姫様との結婚が用意されている。なお、一部の機種においては、ゲーム開始時に主人公の性別を選択することが可能であるが、主人公の性別を女性に設定しても、レース優勝時のご褒美は変化しない。

### 飛行機
ジッピング号
黄色く、やや丸い形のジェット機。プレイヤーが操作するオンボロ飛行機。
ギコット
機首にノコギリが装備されている。
クロッス
白地に赤いラインの入った戦闘機のような見た目をしている。
ジェッポ
深緑色の前進翼機。
シャトラッチ
説明書および開発中の画面にのみ登場するが実際のプレイ中には登場しない。
ショッキン
将棋の駒のような見た目をしている。
スッタンパー
判子のような見た目をしている。常に「パワー」を所持している。
スイッキー
赤い四角い機体。前方に装備した吸い込み口で後ろから吸い込んでくるという設定だが、プレイ上は何も起きない。
スニッピー
2，4，5面に登場。鳥のような見た目をしている。常に「レーダー」を所持している。
ゼロッキ
プロペラ機。常に「パワー」を所持している。
ちまっち
2面のみ登場。巨大な目玉のような見た目をしている。「スピーク」を所持している。
チュッパ
1,3面に登場。緑色の大きなコクピットがついており、チュッパチャプスのような見た目をしている。常に「レーダー」を所持している。
トトット
4面のみ登場。魚のような見た目をしている。「ターボ」を所持している（自機が「ターボ」を所持して4面に突入した場合は所持していない）
ドロッパ
緑色の丸い機体。ジッピング号にやや似た見た目をしている。
トンボット
唯一のヘリコプター。
パラッタ
後ろにプロペラのついたプロペラ機。震電のような見た目をしている。常に「ミラクル」を所持している。
ファンビット
銀色のボディにピンク色のコクピットがついている。
ボルバット
6面で捕獲されている。救出するとPレーダーに関する情報が得られる。

### アイテム
飛行アイテム
初期状態のジッピング号は速度も飛行安定性も悪く、ゆらゆらと飛行することしかできないが、取得することで速度と安定性が向上する。
マッハ
プレイする上でほぼ必須のアイテム。高速移動と安定性が得られる。また「エンマク」を重ねて取得することにより後方への射撃が可能となる。
また、「マッハ」を取得した状態で「マッハ」を重ねて取得すると、下キーを約2秒間押したままにしてから（「スピーク」を取得している場合は「チョロ　ジップー！」というメッセージが出た後に）キーを離すと画面上部までチョロＱのように一度に加速する小ネタが用意されている。
ターボ
「マッハ」の上位アイテム。高速スクロールを維持したまま画面中央付近まで後退することが可能になる。ライバル機「トトット」からドロップする。
ノーマル状態から「ターボ」を取得しても「マッハ」のアタッチメントが付いたビジュアルになるが、内部的には「マッハ」は取得していない状態であるので、前述のチョロジップを行うためには「マッハ」を2つ取得しなければならない。
ショット強化
通常のショットは赤い弾を前方に発射するのみであるが、取得により特色あるショットが可能となる。
カクサン
平行2列ショットが可能になり、2度目の取得により自機前方3方向にショットを発射することができる。
エンマク
煙幕弾を発射し、命中した相手を煙幕に包むことができる。「マッハ」や「ターボ」を取得した状態で2度目の取得をすると後方にも煙幕弾を発射できる。煙幕に包まれたライバル機は、活発な体当たりを止め、その場に停滞するようになる。
一時使用アイテム
取得することで特殊弾を発射することができる。「バリア」以外は全5発。
バリア
自機周囲に8個の回転する機雷バリアが展開される。
ユウドウ
誘導弾を発射することができる。誘導弾は前方に発射された後、近隣のライバル機に目掛けて誘導される。
タイマー
自機後方に機雷を設置することができる。タイマー機能は有していない。
ミラクル
前方に射出された大型弾が花火のように弾ける炸裂弾。
フラワー
マップ上に花を咲かせることができる。
マイナスアイテム
自機にとって良くない効果を持つマイナスアイテム。基本的には取得してはいけない。
マイナス
取得するとダメージを受け、燃料を消費してしまう。
シビレ
取得すると正常な飛行が行えなくなり、ライバル機に体当たりをしてもアイテムをドロップさせることができなくなってしまう。マップ上のオブジェクトに体当たりをするなどの行動で復帰する。
その他アイテム
パワー
燃料ゲージを回復する。取得すると体当たりされてもドロップしない。
レンシャ
連射能力が向上する。重ねて取得することで更に向上することができるが、体当たりされてドロップすると連射能力が一度に最低レベルまで低下してしまう。その際にドロップする「レンシャ」は1個であるため、再取得しても連射能力は1つ分しか取り戻すことはできない。
スピーク
ジッピング号が状況に合わせてコメントするようになる。コメント中には攻略に重要な情報も含まれている。また、取得した状態では墜落すると「F1デ フッカツダ！」とメッセージが表示され、F1キーを押すことでコンティニューが可能になる。取得すると体当たりされてもドロップしない。
キョウカ
通常ショットの威力が向上したり、一時使用アイテムの威力が向上する。
レーダー
重要アイテムの1つ。飛行中の面のワープゾーンの位置が表示される。これを取得せずにワープした場合、1面からは2面に、2面からは1面にしかワープできず、3，4面では一つ前のステージに戻され、5面ではゲームオーバーとなる。6面では4面に戻される。取得すると体当たりされてもドロップしない。1,3面ではライバル機「チュッパ」から、2,4,5面ではライバル機「スニッピー」からドロップする。
ライバル機に奪われてしまった場合、「スピーク」を所持していると誰が奪っていったかジッピング号が教えてくれる。
Pレーダー
通常の「レーダー」が1ステージ使い切りであるのに対し、常時使用できる。攻略に必須のアイテム。通常の「レーダー」を取得すると失われてしまう。取得すると体当たりされてもドロップしない。
キー
重要アイテムの1つで、これを取得後にある箇所にあるワープゾーンを潜ることで、最終面にワープすることが可能となる。「カクサン」「エンマク」を取得すると失われてしまう。取得すると体当たりされてもドロップしない。
？？？？
とある場所に隠されている謎のアイテム。取得するとジッピング号が大幅に強化され、墜落することが無くなる。「Pレーダー」取得のための必須アイテムだが、その際に失われてしまう。取得すると体当たりされてもドロップしない。